# 溫子衆
溫子衆（英語：Hiroko Wan Chi-chung，1983年7月5日—），人稱「阿頌」、「眾議員」、「阿頌議員」、「頌兄」，香港政治人物，親中華民國人士，黃大仙東頭高級社區發展總監，前香港黃大仙區議會東頭選區議員，前人民力量執行委員、前人民力量成員、神州青年服務社社員、東頭事務會主席。

## 政治生涯
- 早年曾加入民主黨，與黃逸旭、呂永基一同服務社區。
- 2003年參加反對23條大遊行
- 2008年加入社會民主連線。
- 2011年加入神州青年服務社

2012年曾在機場禁區代表社民連探望短暫濟港的著名中國民運人士王丹。
- 2013年加入人民力量。
- 2015年開始服務東頭選區。
- 2019年加入東頭事務會。
- 2020年10月底，其位於興東樓之議員辦事處開幕，並廣邀各界參與其儀式，當日溫面向國父遺像、中華民國國旗及中國國民黨黨徽宣誓，並率眾恭讀總理遺囑，及領唱中華民國國歌。
- 2021年4月10日，人民力量特別會議大比數通過反對現任區議員進行宣誓，同日溫子衆宣佈將會退黨。
- 2021年4月26日正式向人民力量遞交退黨信，並於2021年4月28日生效。
- 2021年7月12日辭任區議員，任期至當日。

### 參選
2019年香港區議會選舉
溫子衆出選黃大仙東頭選區，擊敗建制派候選人、時任黃大仙區議會主席李德康，成功奪得議席。 他亦是繼2011年麥業成之後，第二位以人民力量名義參選並成功當選的人民力量成員（當時前線的譚香文於2013年4月24日以前綫身分加入人民力量，任執委，成為人民力量的區議員。）

### 歷屆選舉結果
| 政党   | 政党     | 候选人    | 票数  | %     | ±      |
| ------ | -------- | --------- | ----- | ----- | ------ |
|        | 民建聯   | ①. 李德康 | 3,659 | 48.91 | +949   |
|        | 人民力量 | ②. 溫子衆 | 3,822 | 51.09 | 不適用 |
| 多数票 | 多数票   | 多数票    | 163   | 2.18  | 不適用 |

## 資料來源
1. ↑  . 明報. 2012年8月3日  [2019-10-23].
2. ↑  . AM730. 2012年8月3日  [2019-10-23].[]
3. ↑  2019年香港區議會選舉-黃大仙區議會-選舉結果 （页面存档备份，存于），選舉委員會官方網頁。

## 外部連結
- . 黃大仙區議會.   [2020-11-03]. （原始内容存档于2021-03-13） （中文（香港））.
- 溫子眾東頭地區發展主任- 2021關懷東頭的Facebook專頁

| 議會席位      | 議會席位                                                 | 議會席位 |
| ------------- | -------------------------------------------------------- | -------- |
| 前任： 李德康 | 黃大仙區議會 東頭選區區議員 2020年1月1日 — 2021年7月12日 | 空缺     |